# North Korea Intellectual Solidarity
North Korea Intellectual Solidarity  est un groupe de soutien aux opposants nord coréens fondé par plusieurs dissidents académiques, dont Kim Heung Kwang après son passage en Corée du Sud il y a six ans. Basés à Séoul, ils publient des informations sur des injustices commises au nord en utilisant les services de contrebandiers qui revendent des téléphones portables à travers la frontière du sud de la Chine. Ils militent également pour des réformes dans leur pays d'origine. En 2009, ils ont reçu une subvention du National Endowment for Democracy, afin de produire un magazine en ligne contenant des informations fiables et neutres sur les deux Corée ainsi que le reste du monde. 